# Jason West Cay
Jason West Cay är en ö i territoriet Falklandsöarna (Storbritannien). Den ligger i den nordvästra delen av ögruppen, 260 km väster om huvudstaden Stanley.